# Обратное рассеяние
Обра́тное рассе́яние — физическое явление, при котором происходит отражение волн, частиц или сигналов в обратном направлении, то есть в сторону источника. Подобные явления имеют важные применения в радиолокации, астрономии, фотографии и УЗИ-исследованиях.

Отражение радиосигнала в сторону источника — основа традиционной радиолокации.

## Частные случаи
- Комптоновское рассеяние[1] — изменение направления движения фотонов при взаимодействии с электронами. При низких (по сравнению с массой электрона) энергиях фотона вероятность обратного рассеяния достаточно высока, хотя уменьшается с ростом энергии в пользу рассеяния вперёд. В низкоэнергетическом пределе комптоновское рассеяние переходит в томсоновское рассеяние, в котором диаграмма направленности симметрична: вероятность рассеяния назад равна вероятности рассеяния вперёд. Обратное рассеяние фотонов используется, например, в рентгеновских сканерах обратного рассеяния для досмотра людей, автомобилей и грузов.
- Мезосферное эхо — аномальное усиления обратного рассеяния излучения радиолокатора[2].
- Обратное резерфордовское рассеяние — используется как основа для спектроскопии резерфордовского обратного рассеяния.
- Бриллюэ́новское рассе́яние.
- Комбинационное рассеяние света (эффект Рамана).
- Радиолокация, особенно в моностатических и погодных радарах.
- Orb — в фотографии — появление круглого блика при рассеивании света от вспышки на пылинках или других микрообъектах, обычно наблюдается при использовании встроенных вспышек[3]

## В радарах
Обратное рассеяние - один из основных принципов работы Метеорологических радиолокационных станций

## В фотографии
Представляет собой оптический феномен, проявляющийся в виде круглых артефактов на изображении — бликов, обусловленных запечатлением пучков яркого света, отражённых от расфокусированных пылинок, капель воды либо других микрообъектов, рассеянных в воздухе или водном пространстве.